# Акаева, Майрам Дуйшеновна
Майрам Дуйшеновна Акаева (кирг. Майрам Дуйшеновна Акаева; род. 7 ноября 1947, Таласский район, Таласская область) — супруга первого президента Киргизии Аскара Акаева. Первая леди Киргизии с 1990 по 2005 год.

## Биография
Майрам Акаева родилась 7 ноября 1947 года в селе Шумкар Таласского района в многодетной семье — у неё восемь братьев и сестёр (её две сестры вскоре работали в правительстве). По национальности киргизка. Её отец и мать были простыми колхозниками.
В 1965 году окончила среднюю школу № 5 города Фрунзе. С 1965 по 1970 год училась на механическом факультете Ленинградского института холодильной промышленности (ныне Санкт-Петербургский государственный университет низкотемпературных и пищевых технологий). В 1974 году окончила аспирантуру при Институте текстильной и лёгкой промышленности. В том же году ей была присвоена степень кандидата технических наук за успешную сдачу диссертации по «динамике машин».
В 1974—1977 годах — преподаватель Ленинградского института точной механики и оптики (ныне Университет ИТМО), старший научный сотрудник Ленинградского института текстильной и лёгкой промышленности (ныне Санкт-Петербургский государственный университет промышленных технологий и дизайна). В 1977—1989 годах — старший преподаватель, доцент Фрунзенского политехнического института (ныне Кыргызский государственный технический университет).
В 1989—1993 годах — профессор и заведующий кафедрой Киргизского государственного университета имени 50-летия СССР. С 1996 года — профессор Киргизского государственного национального университета (ныне Киргизский национальный университет имени Жусупа Баласагына).
Почётный профессор Пекинского университета телекоммуникаций и связи (КНР, сентябрь 1995). Почётный академик Международной общественной Айтматовской Академии (1996). Почётный профессор Кыргызско-Узбекскского высшего технологического колледжа (1996). Почётный профессор Иссык-Кульского государственного университета (1996). Член Международной Академии наук о природе и обществе (ноябрь 1998).
В 2005 году, когда в Киргизии разворачивались события Тюльпановой революции, Акаева и вся её семья, включая её супруга президента Аскара Акаева, были сосланы в Казахстан, а затем в Москву. В феврале 2020 года она посетила Киргизию. По некоторым данным, в последние годы Майрам Акаева проживает не в Москве, где постоянно находится Аскар Акаев, а в особняке под Женевой (Швейцария).

## Общественная деятельность
В марте 1993 года основала Международный благотворительный фонд поддержки материнства и детства «Мээрим», став его президентом. Программа фонда «Поддержка детей-сирот» осуществляется под её личной опекой. Акаева также является членом Ассоциации больных диабетом Киргизии и членом Национальной комиссии Правительства КР по делам ЮНЕСКО.
Выступила инициатором создания Детского образовательного центра (музея) в Бишкеке. Основными целями являются обучение детей компьютерной технике, работе с современными средствами коммуникации (Интернет, электронная почта и пр.).
Патронировала Программу «Детям мира — о Манасе», которая способствует «возрождению и пропаганде наследия киргизского народа среди детей и юношества».
С февраля 2005 года — сопредседатель Международного попечительского совета благотворительного фонда «Нобелевские лекции — 100 лет».

## Научная деятельность
Акаева является автором свыше 40 научных работ, в том числе 6 учебников и учебных пособий. Автор книг:
- «Русско-киргизский терминологический словарь по механике машин» (в соавт.). Бишкек, 1994;
- «Механизмдердин назарияты» // Учебник по теории механизмов и машин. Бишкек, 1996;
- «Специальные кулачковые механизмы». Бишкек, 1997;
- «Архимед и другие». Москва, 1999; «Звёзды науки», 2001[10];
- «У надежды не бывает ночи: Записки жены Президента». Москва, 2003[11];
- «Этюды о мудрецах Востока», СПб., 2007[5][12].

## Личная жизнь
Воспитала четверо детей: две дочери — Бермет, Саадат, два сына — Айдар и Илим.
Свободно владеет киргизским и русским языками.

## Награды
- В 1984 году ей присвоено звание «Лучшего лектора Фрунзенского Политехнического института» (решением учёного Совета вуза). В ноябре 1994 года Союзом журналистов Ошской области Майрам Акаевой присуждено звание «Мисир»[5].
- В 1996 году награждена медалью Анри Девидсона Международным движением Красного Креста и Красного Полумесяца за гуманность и милосердие и Золотой медалью UNITI под эгидой ЮНЕСКО за благотворительность[5].
- Орден Дружбы (17 октября 2003 года, Россия) — за большой вклад в развитие российско-киргизского сотрудничества в области культуры и искусства[13][14].
- Лауреат премии Национальной академии наук Киргизской Республики (2004) за «вклад в пропаганду и развитие науки и образования».
- Лауреат первой премии Организации экономического сотрудничества в области образования (сентябрь 2004)[5].
- Орден Улыбки (2004)[15].
- В декабре 2007 года награждена золотой медалью Российской Академией возрождения благородных дел[16].